# Dragare

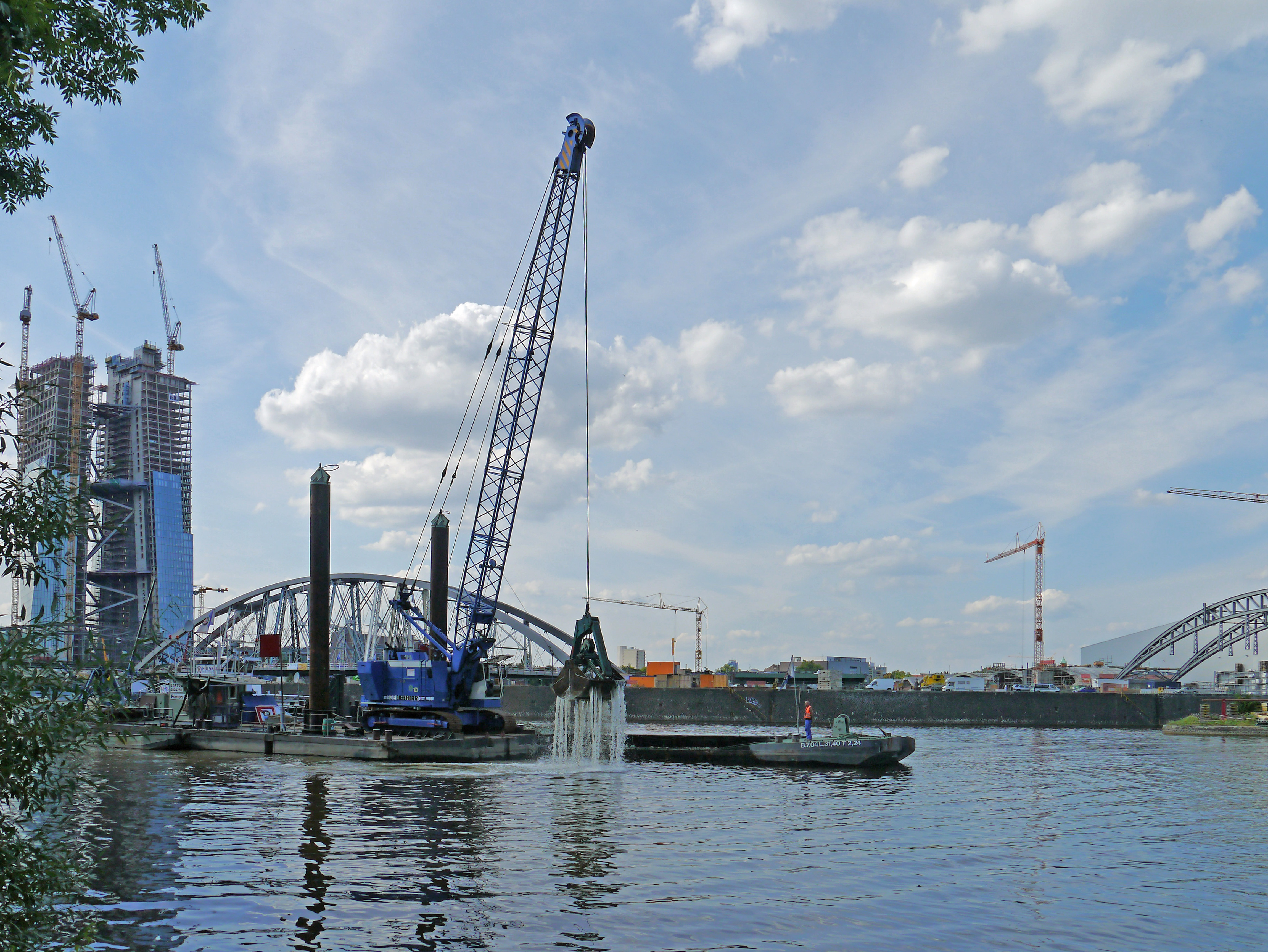
Dragare în port

Dragarea reprezintă operația de săpare sub apă și de îndepărtare a materialului săpat cu ajutorul unei drăgi. Dragarea se execută pentru a adânci și lărgi cursul unei ape, pentru scoaterea de nisip sau de minereu situat sub apă etc. Pentru dragare se pot utiliza drăgi cu cupe sau drăgi hidraulice.
Tot dragare se numește și operația de pescuire și explodare a minelor magnetice sau acustice, pe care o execută dragoarele cu scopul de a reda navigației zonele minate.

## Legături externe
- „Dragare” la DEX online